# Миланато, Лорена
Лорена Миланато (итал. Lorena Milanato, родилась 23 апреля 1962 года в Падуе) — итальянский политик, в 2008—2013 годах секретарь Палаты депутатов Италии от партии «Народ свободы».

## Биография
По образованию инженер-экономист, работала специалистом в области маркетинга. Впервые избрана в Палату депутатов Италии 30 мая 2001 года (XIV созыв) от VII избирательного округа Венето 1 по списку партии «Вперёд, Италия». Избиралась в Палату депутатов XV созыва в 2006 году при избирательном законе Кальдерони, в 2008 году (XVI созыв) как член партии Сильвио Берлускони и в 2013 году. С 16 ноября 2013 года состоит в партии «Вперёд, Италия».
Миланато занимала пост секретаря Палаты депутатов с 8 мая 2008 по 20 марта 2013 года. Также она работала в XIV комиссии (по Европейскому союзу) с 21 мая 2008 по 15 июля 2010 и в X комиссии (по производственной деятельности, торговле и туризму) с 21 мая 2008 по 14 марта 2013.